# Малехоньков Григорій Андрійович
Григорій Андрійович Малехоньков (26 листопада 1906, село Маховиця Болховського повіту Орловської губернії, тепер Орловської області, Російська Федерація — 22 лютого 1957, місто Кустанай, тепер Казахстан) — радянський партійний діяч, 1-й секретар Смоленського обкому ВКП(б), голова Куйбишевського облвиконкому. Депутат Верховної Ради СРСР 2—3-го скликань (в 1949—1954 роках).

## Біографія
Народився в селянській родині. З 1915 до 1922 року працював пастухом.
У 1923—1924 роках — відповідальний секретар Шарлицького волосного комітету комсомолу (РКСМ) Оренбурзької губернії. У 1924 році виїхав до міста Орська, де працював у повітовому відділенні Спілки торгових службовців.
У 1924—1927 роках — студент Оренбурзького сільськогосподарського технікуму, закінчив три курси.
Член ВКП(б) з 1927 року.
У 1927—1929 роках — помічник уповноваженого, уповноважений Кара-Калпацького обласного відділу ДПУ.
У 1929—1930 роках — економіст Кзил-Ординського окружного відділу водного господарства.
У 1930—1931 роках — інструктор Кзил-Ординської окружної контрольної комісії ВКП(б) — робітничо-селянської інспекції.
У 1931—1937 роках — заступник директора і директор Бурлінської машинно-тракторної станції Західно-Казахстанської області; директор Соболєвської машинно-тракторної станції Оренбурзької області.
У 1937—1939 роках — начальник Оренбурзького (Чкаловського) обласного зернового управління.
У 1939 — квітні 1941 року — завідувач промислового відділу Чкаловського обласного комітету ВКП(б).
У квітні 1941 — 1943 року — секретар Чкаловського обласного комітету ВКП(б) з промисловості. З серпня 1941 року також був уповноваженим Державного Комітету Оборони СРСР у Чкаловській області.
У 1943—1944 роках — слухач Вищої школи партійних організаторів при ЦК ВКП(б).
У грудні 1944 — грудні 1948 року — 3-й секретар Куйбишевського обласного комітету ВКП(б).
30 грудня 1948 — 7 червня 1951 року — голова виконавчого комітету Куйбишевської обласної ради депутатів трудящих.
У травні 1951 — липні 1952 року — 1-й секретар Смоленського обласного комітету ВКП(б).
У 1952—1955 роках — слухач Вищої партійної школи при ЦК КПРС.
У червні 1955 — 22 лютого 1957 року — 2-й секретар Кустанайського обласного комітету КП Казахстану.
Помер 22 лютого 1957 року в Кустанаї (Костанаї).

## Нагороди
- орден Леніна
- медаль «За доблесну працю у Великій Вітчизняній війні 1941—1945 рр.»
- медалі